# Ich will 'nen Cowboy als Mann
Ich will 'nen Cowboy als Mann (en français, Je veux un cow-boy pour homme) est une chanson sortie en 1963, grand succès de la chanteuse Gitte Hænning.

## Histoire
Gitte Hænning apparaît sur la scène germanophone en 1960 quand elle est découverte par Nils Nobach qui lui fait produire chez Electrola un premier single, Keine Schule morgen / Schau mal an (#21352).
Seul le sixième single lui apporte la percée et en même temps son plus grand succès. Les auteurs à succès Rudi von der Dovenmühle (musique, sous son pseudonyme Rudi Lindt) et Nils Nobach (texte, sous le nom de Peter Ström) écrivent le titre inhabituel Ich will 'nen Cowboy als Mann, produit par Heinz Gietz. Accompagnée par la musique hillbilly (arrangée par Erich Becht), Gitte chante le 3 avril 1963 dans le studio d'enregistrement Electrola de Cologne avec des voix parentales avertissant et conseillant à la fille un homme de métier solide pour répondre au désir absurde de sa fille.
Avec cette chanson, Gitte Hænning remporte le Deutsche Schlager-Festspiele 1963 à Baden-Baden le 15 juin 1963. Le jury est composé de 10 diffuseurs, 200 spectateurs sélectionnés dans la salle sont autorisés à voter.
La victoire permet la publication de Ich will 'nen Cowboy als Mann / Das alte Haus in der Huckleburry-Street (Electrola #22 417). Le single atteint après la publication en juin 1963 la première place, où il reste à partir du 3 août 1963 pendant 10 semaines. En 1963, il se vend à 500 000 exemplaires puis jusqu'à 1 050 000 jusqu'en juin 1965.
Motivés par le succès, Rudi von der Dovenmühle et Nils Nobach écrivent Man gewöhnt sich so schnell an das Schöne pour Nora Nova qui sera la chanson représentant l'Allemagne (de l'Ouest) au Concours Eurovision de la chanson 1964.

## Reprises
- Lil Malmkvist en allemand et en suédois en 1963.
- Wencke Myhre en norvégien en 1963.
- Ria Valk en néerlandais en 1963.
- Annie Cordy en français (Tu m'as voulue) en 1963.
- Melissa Naschenweng : Ich will 'nen Bauern als Mann en février 2018[1],[2].

## Source de la traduction
- (de) Cet article est partiellement ou en totalité issu de l’article de Wikipédia en allemand intitulé « Ich will 'nen Cowboy als Mann » (voir la liste des auteurs).